# Sylvie Nicolas
Sylvie Nicolas, née à Québec, est une poète, romancière, nouvelliste et traductrice québécoise.

## Biographie
Ayant publié une trentaine de titres, Sylvie Nicolas est une poète, romancière, nouvelliste et traductrice québécoise. Elle détient un doctorat en littérature (recherche et création) de l'Université Laval (2007),.
En plus d'être collaboratrice au journal Le Devoir à titre de critique de théâtre à Québec (2009 à 2014), elle est aussi traductrice de romans, de poésie, d'essais critiques et d’œuvres multimédia,. Elle est également chargée de cours à l'Université Laval en plus d'assurer la direction littéraire aux Éditions Hannenorak.
En poésie, elle fait paraître plusieurs titres dont Cette main qui enquête (Écrits des Forges, 1994), Des jupons d'histoires (Écrits des Forges, 2002), Dix minutes avant l'heure aux montres de Dalí (Québec Amérique, 2008), Le cri de la sourde : et autres marées (Québec Amérique, 2017), Aucun mot n'est tenu au miracle (Éditions du Noroît, 2020) ainsi que Nos yeux dans le bac bleu (Moult Éditions, 2020),,.
Comme romancière, elle publie notamment Les ailes inachevées du désordre (Le Loup de gouttière, 1994), Le visage des cendres (Le Loup de gouttière, 1995), Le sourire de Little Beaver (Québec Amérique, 2003), Disparues sous le signe de l'infini (Québec Amérique, 2005) ainsi que Les variations Burroughs (Éditions Druide, 2014),,,,.
En littérature jeunesse, Nicolas publie plusieurs titres dont Pied-de-Puce (Éditions Trampoline, 2009), L'enfant qui tissait des tapis (Éditions Trampoline, 2010) ainsi que Lapin-Chagrin et les jours d'Elko (Éditions Trampoline, 2011).
Récipiendaire du prix la Porte des poètes (1998) ainsi que du premier prix (littérature) du concours Liberté, égalité et citoyenneté (1999), elle est également finaliste au Prix du Gouverneur général (1999, 2009), au Prix de la Ville de Québec/Salon international du livre de Québec (2012, 2015), au Prix Jean-Noël-Pontbriand (2012), au Grand Prix TD de littérature canadienne pour la jeunesse ainsi qu'au prix Tamarac. Elle obtient également le titre de championne du slam pour la région de Québec (2010).
Son album jeunesse Pied-de-Puce (Éditions Trampoline, 2009) est couronné en tant que Outstanding Book for Young People with Disabilities par le Centre de documentation IBBY (International Board on Books for Young people) en Norvège (2011).
Certaines de ses œuvres sont traduites en anglais, en espagnol ainsi qu'en coréen.
Sylvie Nicolas est membre de l’Union des écrivaines et des écrivains québécois.

## Œuvres

### Poésie
- Cette main qui enquête, Trois-Rivières, Écrits des Forges, 1994, 65 p. (ISBN 2-89046-335-4)
- Par les ongles, retenue, Trois-Rivières, Écrits des Forges, 1997, 68 p. (ISBN 2-89046-426-1)
- Anastasie, ou, La mémoire des forêts, avec des œuvres de l'auteure, Québec, Le Loup de gouttière, 1999, 91 p. (ISBN 2-89529-008-3)
- Des jupons d'histoires, Trois-Rivières, Écrits des Forges, 2002, 113 p. (ISBN 2-89046-675-2)
- À quatre doigts d'Edward Stachura, avec des œuvres d'Anna Budzynska, Québec, Le Loup de gouttière, 2004, 85 p. (ISBN 2-89529-103-9)
- Dix minutes avant l'heure aux montres de Dalí, Montréal, Québec Amérique, 2008, 139 p. (ISBN 978-2-7644-0670-0)
- Le cri de la sourde : et autres marées, Montréal, Québec Amérique, 2017, 268 p. (ISBN 9782897113599)
- Aucun mot n'est tenu au miracle, Montréal, Éditions du Noroît, 2020, 73 p. (ISBN 9782897662301)
- Nos yeux dans le bac bleu, Québec, Moult Éditions, 2020, 67 p. (ISBN 9782924039281)

### Romans
- Les ailes inachevées du désordre, avec des œuvres de Gérard Breuil, Québec, Le Loup de gouttière, 1994, 122 p. (ISBN 2-921310-42-2)
- Le visage des cendres, avec des œuvres de Carl Pelletier, Québec, Le Loup de gouttière, 1995, 116 p. (ISBN 2-921310-55-4)
- Au pays des Babouchka, avec les illustrations de l'auteure, Québec, Le Loup de gouttière, 1997, 56 p. (ISBN 2-921310-78-3)
- Samu, avec les illustrations de l'auteure, Québec, Le Loup de gouttière, 1997, 45 p.
- Ne perds pas le fil, Ariane, avec des illustrations de Marie-Claude Favreau, Saint-Lambert, Dominique et compagnie, 1998, 87 p.
- Célestine Motamo, avec des illustrations de Steve Beshwaty, Saint-Lambert, Dominique et compagnie, 1998, 61 p. (ISBN 2-89512-020-X)
- Le sourire de Little Beaver, Montréal, Québec Amérique, 2003, 103 p. (ISBN 2-7644-0206-6)
- Disparues sous le signe de l'infini, Montréal, Québec Amérique, 2005, 203 p. (ISBN 2-7644-0457-3)
- Les variations Burroughs, Montréal, Éditions Druide, 2014, 171 p. (ISBN 9782897110932)

### Nouvelles
- L'amour sauce tomate, avec des œuvres de Jacques Jourdain, Québec, Le Loup de gouttière, 1996, 132 p. (ISBN 2-921310-27-9)
- Le premier regard : autour de Okia, Québec, Le Loup de gouttière, 1998, 71 p. (ISBN 2-921310-77-5)

### Littérature jeunesse
- On a perdu la tête, avec des illustrations de Philippe Béha, Saint-Lambert, Héritage jeunesse, 1995, 61 p. (ISBN 2-7625-7920-1)
- Dans le ventre du temps, avec des illustrations de Mireille Levert, Saint-Lambert, Héritage jeunesse, 1995, 43 p. (ISBN 2-7625-8118-4)
- Billi Mouton, avec des illustrations de Gilles Tibo, Saint-Lambert, Héritage jeunesse, 1996, 61 p. (ISBN 2-7625-8352-7)
- Le beurre de Doudou, avec des illustrations de Marie-Louise Gay, Saint-Lambert, Héritage jeunesse, 1997, 44 p. (ISBN 2-7625-8464-7)
- Les jours de Sarah, avec des illustrations de Carl Pelletier, Québec, Le Loup de gouttière, 1999, 40 p. (ISBN 2-89529-001-6)
- Frida et Kahlo, avec des illustrations de l'auteure, Québec, Le Loup de gouttière, 2000, 58 p. (ISBN 2-89529-013-X)
- L'enfant qui tissait des tapis : un chant pour Iqbal Masih : conte pour un autre jour, avec des illustrations de l'auteure, Québec, Le Loup de gouttière, 2001, 62 p. (ISBN 2895290318)
- Le cri du guerrier : harougagawak!, avec des illustrations de l'auteure, Québec, Le Loup de gouttière, 2002, 52 p. (ISBN 2-89529-057-1)
- Pied-de-Puce, avec des illustrations de Marion Arbona, Longueuil, Éditions Trampoline, 2009, 32 p. (ISBN 978-2-923521-04-6)
- L'enfant qui tissait des tapis, avec des illustrations de Marion Arbona, Longueuil, Éditions Trampoline, 2010, n.p. (ISBN 978-2-923521-16-9)
- Lapin-Chagrin et les jours d'Elko, en collaboration avec Marion Arbona, d'après le récit de Nermin Grbić, Longueuil, Éditions Trampoline, 2011, n.p. (ISBN 978-2-923521-21-3)

### Traduction
- La neuvième personne du singulier, de Joel Hynes, traduit de l'anglais par Sylvie Nicolas, Montréal, Québec Amérique, 2006, 232 p. (ISBN 978-2-7644-0509-3)
- Vandal love, ou, Perdus en Amérique, de D.Y. Béchard, traduit de l'anglais par Sylvie Nicolas, Montréal, Québec Amérique, 2007, 342 p. (ISBN 978-2-7644-0595-6)
- Lundi sans faute, de Joel Thomas Hynes, traduit de l'anglais par Sylvie Nicolas, Montréal, Québec Amérique, 2009, 448 p. (ISBN 978-2-7644-0650-2)
- Cœurs molotov, de Zoe Whittall, traduit de l'anglais par Sylvie Nicolas, Montréal, Québec Amérique, 2009, 266 p. (ISBN 978-2-7644-0694-6)
- Un jour, même les pierres parleront, de Kim Echlin, traduit de l'anglais par Sylvie Nicolas, Montréal, Québec Amérique, 2010, 245 p. (ISBN 978-2-7644-0759-2)
- 5 minutes de plus à Berlin, de Stephens Gerard Malone, traduit de l'anglais par Sylvie Nicolas, Montréal, Québec Amérique, 2011, 463 p. (ISBN 978-2-7644-1295-4)
- Une vraie bonne petite Métisse, de Marilyn Dumont, traduit de l'anglais par Sylvie Nicolas, Wendake, Éditions Hannenorak, 2015, 75 p. (ISBN 9782923926155)
- C'est fou comme t'as pas l'air d'en être un!, de Drew Hayden Taylor, traduit de l'anglais par Sylvie Nicolas, Wendake, Éditions Hannenorak, 2017, 404 p. (ISBN 9782923926278)
- Mangeurs de pemmican, de Marilyn Dumont, traduit de l'anglais par Sylvie Nicolas, Wendake, Éditions Hannenorak, 2019, 75 p. (ISBN 9782923926391)

## Prix et honneurs
- 1998 - Récipiendaire : prix la Porte des poètes (pour Comme si mon amour)[12]
- 1999 - Récipiendaire : Pris (littérature) du concours Liberté, égalité et citoyenneté (pour Des Jupons d’histoires)[12]
- 1999 - Finaliste : Prix du Gouverneur général, jeunesse (pour Célestine Moramo)[13],[14]
- 2009 - Finaliste : Prix du Gouverneur général, traduction (pour Lundi sans faute de Joel Hynes)[15]
- 2010 - Mention spéciale : Championne du slam pour la région de Québec[1]
- 2011 - Mention spéciale : Outstanding Book for Young People with Disabilities (pour Pied-de-Puce)[1]
- 2011 - Récipiendaire : Bourse Hector-de-Saint-Denys-Garneau (pour L'impossible visage)
- 2011 - Récipiendaire : Bourse Jean-Sébastien-Pontbriand (pour Dans l'enfant qui bégaie on entend Dieu parler)
- 2012 - Finaliste : Prix de la Ville de Québec/Salon international du livre de Québec (pour Lapin-chagrin)[1]
- 2012 - Finaliste : Grand Prix TD de littérature canadienne pour la jeunesse (pour Lapin-chagrin)[1]
- 2013 - Finaliste : Prix Jean-Noël-Pontbriand (pour Le cri de la sourde)[16]
- 2014 - Finaliste : Prix Tamarac (pour Lapin-Chagrin)[1]
- 2015 - Finaliste : Prix de la Ville de Québec/Salon international du livre de Québec (pour Les variations Burrough)[17]
- 2020 - Finaliste : CBC Poetry Prize (pour la traduction de Mère(s) et monde de Sanita Fejzic)[18]